# ويليام كراوس
ويليام كراوس (بالألمانية: William Krause)‏ (و. 1875 – 1925 م) هو رسام ألماني، ولد في درسدن، توفي في درسدن، عن عمر يناهز 50 عاماً.